# Vähä-Kankinen
Vähä-Kankinen är en ö i Finland. Den ligger i sjön Päijänne och i kommunen Sysmä i den ekonomiska regionen  Lahtis ekonomiska region  och landskapet Päijänne-Tavastland, i den södra delen av landet, 160 km norr om huvudstaden Helsingfors. Öns area är 0,5 hektar och dess största längd är 100 meter i nord-sydlig riktning.